# 神栖市矢田部サッカー場
神栖市矢田部サッカー場は、茨城県神栖市にあるサッカー場である。サッカーを中心としたスポーツ環境整備モデル事業の一つとして日本サッカー協会から建設費の一部の助成を受け2006年6月1日に人工芝グラウンド2面とセンターハウスを備えて開設し、2007年4月には人工芝グラウンド2面を増設した。

## 主な施設・設備

### グラウンド
- Aグラウンド - 105m×68m 日本サッカー協会公認ロングパイル人工芝ピッチ（照明設備有り）
- Bグラウンド - 105m×68m 日本サッカー協会公認ロングパイル人工芝ピッチ
- Cグラウンド - 105m×68m 日本サッカー協会公認ロングパイル人工芝ピッチ
- Dグラウンド - 105m×68m 日本サッカー協会公認ロングパイル人工芝ピッチ

### センターハウス
- 多目的ホール
- ロッカールーム（4室）
- シャワールーム
- 審判控室

### 駐車場
- A・Bグラウンド側 - 普通車100台/大型車17台
- C・Dグラウンド側 - 普通車15台/大型車8台

## その他
- 2007年4月から鹿島アントラーズが幼稚園児・小学生・中学生を対象としたサッカークリニック神栖校の会場として利用している。